# HD 194612
HD 194612，又名CP-81 906，SAO 258864、HR 7812，是一颗恒星，视星等为5.91，位于銀經311.99，銀緯-30.75，其B1900.0坐标为赤經20h 21m 24.9s，赤緯-81° -30.75′ 37″。